# Síndrome de hiperestimulação ovariana
Síndrome de hiperestimulação ovariana é uma complicação de algumas formas de medicamentos para fertilidade. A maioria dos casos são brandos, mas em uma pequena proporção são severos.